# گوهرمرغ سرخ گردن‌سیاه
گوهرمرغ سرخ گردن‌سیاه (نام علمی: Phoenicircus nigricollis) نام یک گونه از تیره گوهرمرغان است.